# Maciej Kot
Maciej Kot (* 9. Juni 1991 in Limanowa) ist ein polnischer Skispringer und Mitglied im polnischen A-Kader. Seine größten internationalen Erfolge sind die Goldmedaille mit der polnischen Mannschaft bei den Weltmeisterschaften 2017 in Lahti sowie die Bronzemedaille mit der polnischen Mannschaft bei den Olympischen Winterspielen 2018 in Pyeongchang. Er springt für den AZS Zakopane.

## Werdegang

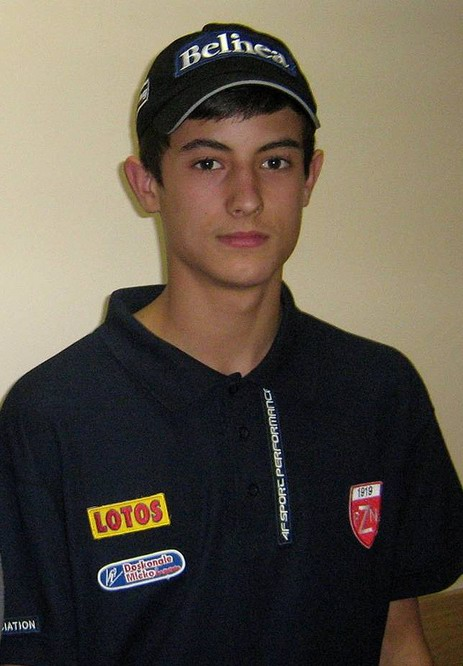
Maciej Kot (2007)

Kot gab sein internationales Debüt am 21. und 22. Januar 2006 bei FIS-Cup-Springen in Ljubno. Er gab sein Debüt im Weltcup bei einem Teamspringen am 10. März 2007 in Lahti, bei dem er mit der polnischen Mannschaft den siebten Rang belegte. Bei den Nordischen Junioren-Skiweltmeisterschaften 2007 in Tarvisio belegte er den 15. Platz im Einzel und den sechsten Platz im Mannschaftsspringen. Am 13. Dezember 2007 nahm er in Villach erstmals an einem Einzel-Weltcup teil und belegte dabei den 35. Rang. Bei der Junioren-WM 2008 in Zakopane gewann er die Bronzemedaille im Teamspringen und wurde Siebter im Einzelwettkampf. Am 6. Juli 2008 konnte Kot im slowenischen Kranj erstmals ein Continental-Cup-Springen für sich entscheiden. Bei der Junioren-WM 2009 in Štrbské Pleso gewann er im Einzel die Silbermedaille und zusammen mit der polnischen Mannschaft Bronze.
Im Juli 2010 konnte er mit der Mannschaft des AZS Zakopane im Mannschaftswettbewerb seinen ersten polnischen Meistertitel und von der Großschanze mit Platz drei seine erste Einzelmedaille erringen. Am 7. August 2010 gewann er in Hinterzarten mit der polnischen Mannschaft den ersten Sieg in einem Grand-Prix-Springen. Im Februar 2011 errang er bei der Winter-Universiade im türkischen Erzurum die Silbermedaille sowohl auf der Normal- als auch auf der Großschanze. Mit der polnischen Mannschaft belegte er den Bronzerang.
Am 3. Dezember 2011 holte er mit Platz 19 in Lillehammer seine ersten Weltcuppunkte. Bei der Skiflug-Weltmeisterschaft 2012 in Vikersund wurde er 38. im Einzel und Siebter mit der polnischen Mannschaft. Am 3. März 2012 sprang er beim Mannschaftsspringen in Lahti mit der polnischen Equipe als Dritter erstmals auf einen Podestplatz im Weltcup.
Am 21. Juli 2012 gelang ihm auf der Großschanze in Wisła der erste Sieg im Sommer-Grand-Prix. Bei den polnischen Meisterschaften am 2. September 2012 auf derselben Schanze konnte er seinen ersten nationalen Einzeltitel erringen. Seine erste Top-Ten-Platzierung bei einem Einzel-Weltcupspringen erreichte er mit Platz fünf beim Neujahrsspringen 2013 in Garmisch-Partenkirchen im Rahmen der Vierschanzentournee 2012/13. Dieses Ergebnis wiederholte er knapp zwei Wochen später in Zakopane. Insgesamt erreichte er in der Saison 2012/13 sieben Einzelergebnisse unter den besten zehn und belegte am Ende der Saison Platz 18 im Gesamtweltcup. Bei den Nordischen Skiweltmeisterschaften 2013 in Val di Fiemme gewann er mit seinen Teamkollegen Piotr Żyła, Dawid Kubacki und Kamil Stoch hinter Österreich und Deutschland die Bronzemedaille im Mannschaftswettbewerb und damit die erste polnische Mannschaftsmedaille im Skispringen bei einer Weltmeisterschaft. In den Einzelwettbewerben belegte er die Plätze elf auf der Normal- und 27 auf der Großschanze. Wenige Tage später gewann Kot sowohl im Einzel als auch im Team bei den polnischen Meisterschaften 2013 in Wisła die Goldmedaille.
Bei seinen ersten Olympischen Winterspielen 2014 in Sotschi erreichte er im Einzelspringen von der Normalschanze den siebenten Rang und landete von der Großschanze auf Platz zwölf. Im Teamspringen belegte er gemeinsam mit Piotr Żyła, Jan Ziobro und Kamil Stoch den vierten Rang und verpasste so nur knapp eine Medaille. Bei der Skiflug-Weltmeisterschaft 2014 in Harrachov belegte er den zehnten Platz im Einzelwettbewerb.
Am 11. Januar 2015 gewann Kot in Wisła zum ersten Mal einen Winter-Continental-Cup-Springen und damit das zweite COC-Springen seiner Karriere.
Im Sommer 2016 war Kot der überragende Skispringer im Grand Prix. Er nahm an sechs Einzelwettkämpfen teil, von denen er fünf für sich entschied und einmal den zweiten Platz belegte. Er gewann dadurch die Grand-Prix-Gesamtwertung mit 580 Punkten. Seine Überlegenheit konnte er nicht in die Wintersaison übernehmen. Dennoch war der Weltcup 2016/17 der erfolgreichste seiner Karriere bis dahin. Am 3. Dezember 2016 gewann er zusammen mit Piotr Żyła, Kamil Stoch und Dawid Kubacki das Teamspringen in Klingenthal, was für ihn der erste Weltcupsieg seiner Karriere war. Zudem war es der erste Sieg einer polnischen Mannschaft in einem Weltcup-Teamwettbewerb. In der weiteren Saison folgten unter anderem ein zweiter Platz in Zakopane und ein weiterer Sieg in Willingen mit der polnischen Mannschaft. Am 11. Dezember 2016 erzielte er als Zweiter in Lillehammer hinter Kamil Stoch seine erste Podestplatzierung in einem Einzel-Weltcupspringen. Am 11. Februar 2017 konnte er in Sapporo punktgleich mit Peter Prevc seinen ersten Weltcup im Einzel gewinnen. Am 16. Februar 2017 folgte sein zweiter Sieg beim olympischen Pre-Event in Pyeongchang. Er beendete die Saison mit 985 Punkten als Fünfter im Gesamtweltcup und damit seiner ersten Platzierung in der Top Ten. Auch bei den Nordischen Skiweltmeisterschaften in Lahti im Februar 2017 war er sehr erfolgreich. In den Einzelwettbewerben sprang er sowohl als Fünfter auf der Normalschanze als auch als Sechster auf der Großschanze unter die besten zehn. Im Mannschaftswettbewerb wurde er zusammen mit Piotr Żyła, Dawid Kubacki und Kamil Stoch Weltmeister vor den Mannschaften aus Norwegen und Österreich.
Im Februar 2018 nahm Kot an den Olympischen Winterspielen 2018 in Pyeongchang teil und startete in allen drei Wettbewerben. In den Einzelwettbewerben belegte er auf der Normalschanze und auf der Großschanze jeweils den 19. Platz. Im Mannschaftswettbewerb auf der Großschanze holte er als Dritter zusammen mit Stefan Hula, Dawid Kubacki und Kamil Stoch die Bronzemedaille hinter den Mannschaften aus Norwegen und Deutschland.

## Persönliches
Maciej Kot ist der Bruder des ehemaligen Skispringers Jakub Kot. Am 18. Mai 2019 heiratete er Agnieszka Lewkowicz.

## Erfolge

### Weltcupsiege im Einzel
| Nr. | Datum            | Ort         | Typ           |
| --- | ---------------- | ----------- | ------------- |
| 1.  | 11. Februar 2017 | Sapporo     | Großschanze   |
| 2.  | 16. Februar 2017 | Pyeongchang | Normalschanze |

### Weltcupsiege im Team
| Nr. | Datum            | Ort         | Typ         |
| --- | ---------------- | ----------- | ----------- |
| 1.  | 3. Dezember 2016 | Klingenthal | Großschanze |
| 2.  | 28. Januar 2017  | Willingen   | Großschanze |
| 3.  | 27. Januar 2018  | Zakopane    | Großschanze |

### Grand-Prix-Siege im Einzel
| Nr. | Datum              | Ort         | Typ           |
| --- | ------------------ | ----------- | ------------- |
| 1.  | 21. Juli 2012      | Wisła       | Großschanze   |
| 2.  | 30. September 2012 | Hinzenbach  | Normalschanze |
| 3.  | 16. Juli 2016      | Courchevel  | Großschanze   |
| 4.  | 23. Juli 2016      | Wisła       | Großschanze   |
| 5.  | 6. August 2016     | Einsiedeln  | Großschanze   |
| 6.  | 1. Oktober 2016    | Hinzenbach  | Normalschanze |
| 7.  | 2. Oktober 2016    | Klingenthal | Großschanze   |

### Grand-Prix-Siege im Team
| Nr. | Datum          | Ort          | Typ           |
| --- | -------------- | ------------ | ------------- |
| 1.  | 7. August 2010 | Hinterzarten | Normalschanze |
| 2.  | 2. August 2013 | Wisła        | Großschanze   |
| 3.  | 25. Juli 2014  | Wisła        | Großschanze   |
| 4.  | 31. Juli 2015  | Wisła        | Großschanze   |
| 5.  | 14. Juli 2017  | Wisła        | Großschanze   |
| 6.  | 21. Juli 2018  | Wisła        | Großschanze   |

### Continental-Cup-Siege im Einzel
| Nr. | Datum            | Ort         | Typ           |
| --- | ---------------- | ----------- | ------------- |
| 1.  | 6. Juli 2008     | Kranj       | Normalschanze |
| 2.  | 11. Januar 2015  | Wisła       | Großschanze   |
| 3.  | 22. Februar 2020 | Predazzo    | Normalschanze |
| 4.  | 23. Februar 2020 | Predazzo    | Normalschanze |
| 5.  | 4. Februar 2024  | Lillehammer | Großschanze   |
| 6.  | 9. Februar 2025  | Kranj       | Normalschanze |

## Statistik

### Weltcup-Platzierungen
| Saison  | Platz | Punkte |
| ------- | ----- | ------ |
| 2011/12 | 35.   | 108    |
| 2012/13 | 18.   | 460    |
| 2013/14 | 17.   | 398    |
| 2014/15 | 65.   | 017    |
| 2015/16 | 31.   | 165    |
| 2016/17 | 05.   | 985    |
| 2017/18 | 21.   | 261    |
| 2018/19 | 47.   | 025    |
| 2019/20 | 42.   | 040    |
| 2020/21 | 58.   | 017    |
| 2022/23 | 78.   | 004    |
| 2023/24 | 55.   | 021    |
| 2024/25 | 52.   | 013    |

### Grand-Prix-Platzierungen
| Saison | Platz | Punkte |
| ------ | ----- | ------ |
| 2007   | 48.   | 037    |
| 2008   | 17.   | 104    |
| 2009   | 59.   | 014    |
| 2010   | 16.   | 124    |
| 2011   | 09.   | 222    |
| 2012   | 05.   | 310    |
| 2013   | 08.   | 248    |
| 2014   | 39.   | 055    |
| 2015   | 40.   | 060    |
| 2016   | 01.   | 580    |
| 2017   | 04.   | 270    |
| 2018   | 15.   | 113    |
| 2019   | 17.   | 126    |
| 2020   | 28.   | 011    |
| 2021   | 33.   | 058    |
| 2022   | 14.   | 086    |
| 2023   | 19.   | 104    |
| 2024   | 47.   | 038    |